# جيليانو فان فيلزن
جيليانو فان فيلزن (بالهولندية: Gyliano van Velzen)‏ (14 أبريل 1994 بأمستردام في هولندا - ) هو لاعب كرة قدم هولندي في مركز الوسط. شارك مع منتخب هولندا تحت 17 سنة لكرة القدم ومنتخب هولندا تحت 21 سنة لكرة القدم. أما مع النوادي، فقد لعب مع رويال أنتويرب ومانشستر يونايتد ونادي أوترخت ونادي فولندام.

## روابط خارجية
- جيليانو فان فيلزن على موقع قاعدة بيانات كرة القدم.إي يو (الإنجليزية)
- جيليانو فان فيلزن على موقع Soccerway.com (الإنجليزية)
- جيليانو فان فيلزن على موقع عالم كرة القدم.نت (الإنجليزية)